# Klassekammerater
Klassekammerater (originaltitel Classmates) er en amerikansk stumfilm fra 1924 af John S. Robertson.

## Medvirkende
- Richard Barthelmess som Duncan Irving Jr
- Charlotte Walker som Mrs. Stafford
- Madge Evans som Sylvia, her niece
- Reginald Sheffield som Bert Stafford, her son
- Beach Cooke som Bubby Dumble
- Antrim Short som Jones
- Herbert Corthell
- James Bradbury Jr som Clay
- Henry Balding Lewis som Major Lane
- Richard Harlan
- Claude Brooke som Duncan Irving Sr
- Tony Tommy